# Bottle Shock
Bottle Shock (br: O Julgamento de Paris; pt: Duelo de Castas) é um filme estadunidense de 2008, do gênero drama, dirigido por Randall Miller.
As locações aconteceram na Califórnia, na região das principais vinícolas dos Estados Unidos da América, como Sonoma e Napa. A estréia aconteceu no Festival de Sundance, em 2008.

## Sinopse
Baseado em fatos reais, o filme retrata os primeiros tempos da indústria do vinho em Napa Valley na década de 1970, e que culminou com a vitória da vinícola californiana Chateau Montelena na competição internacional de melhor vinho em 1976, em Paris, o que acabou colocando a região no mapa dos melhores produtores da bebida.

## Elenco
- Chris Pine.... Bo Barrett
- Alan Rickman.... Steven Spurrier
- Bill Pullman.... Jim Barrett
- Rachael Taylor.... Sam
- Freddy Rodríguez.... Gustavo
- Eliza Dushku.... Joe
- Miguel Sandoval.... sr. Garcia
- Bradley Whitford.... professor Saunders
- Joe Regalbuto.... Bill
- Hal B. Klein.... Shenky
- Philippe Bergeron.... Pierre Tari